# كاثي بيرس
كاثي بيرس (بالإنجليزية: Kathy Pearce)‏ هي لاعبة بولينغ بريطانية، ولدت في 16 فبراير 1963.

## روابط خارجية
- كاثي بيرس على موقع اتحاد ألعاب الكومنولث (مؤرشف) (الإنجليزية)